# Manuell medicin
Manuell medicin är ett samlingsbegrepp för flera alternativmedicinska behandlingsformer där terapeuten, efter att ha utfört diagnostik, använder sina händer som främsta behandlingsverktyg. Terapeuterna kan vara legitimerade, såsom fysioterapeuter och naprapater, eller utövare av alternativmedicin.
Bland de behandlingsformer som räknas som manuell medicin finns osteopati, massage och naprapati. Kiropraktik (från grekiskans chiro = händer, praktos = att göra) liksom flera andra behandlingsformer är kontroversiella inom läkarvetenskapen, eftersom evidensläget är svårt att bedöma eller svagt, medan massage har visats hjälpa till i rehabilitering och avslappning.